# Beckiella arcta
Beckiella arcta är en kvalsterart som beskrevs av Pérez-Íñigo och Baggio 1986. Beckiella arcta ingår i släktet Beckiella och familjen Dampfiellidae. Inga underarter finns listade.